# Трофимовы
Трофимовы — дворянский род, в котором потомки Трофимовых владевших поместьями в 1647 году отнесены к столбовому дворянству.
В Гербовник внесены две фамилии Трофимовых:
1. Трофимовы, владевшие поместьем в 1647 году (Герб. Часть XI. № 33).
2. Потомки Семёна Трофимова, за коим состояло поместье в 1689 году (Герб. Часть X. № 96)[1].

Происходящей из этого рода потомственный почётный гражданин Антон Трофимов, с Высочайше конфирмованным 17 октября 1840 года мнением Государственного Совета, утверждён с потомством в первобытном предков его древнем дворянском достоинстве, и род Трофимовых внесён в шестую часть родословной книги.

## Описание гербов

#### Герб. Часть XI. № 33.
Герб Трофимовых предки которых владели поместьями в 1647 и 1648 годах: щит поделён горизонтально на две части. Верхняя часть, поделена диагоналями, из верхних углов к середине: в красном треугольнике, образованном диагоналями, вертикально, серебряный ключ, через его ручку продет горизонтально такой же ключ. В боковых, золотых полях, по распростёртому чёрному орлиному крылу, обременённому серебряной шестиконечной звездой. В нижней, голубой части, летящий влево золотой ястреб. Щит увенчан дворянскими шлемом и короною. Нашлемник: три серебряных страусовых пера. Намёт: справа — красный, с серебром, слева — чёрный, с золотом.

#### Герб. Часть X. № 96.
Герб потомков Семёна Трофимова: щит разделён крестообразно на четыре части, из коих в первой части, в золотом поле, изображён чёрный одноглавый орёл, держащий в правой лапе масличную ветвь. Во второй и третьей частях, в голубом поле, находятся по одной шестиугольной серебряной звезд. В четвёртой части, в красном поле, золотой ключ. Щит увенчан дворянскими шлемом и короною с тремя страусовыми перьями. Намёт на щите голубой, подложен серебром.

## Известные представители
- Трофимов Иван — дьяк, (1629-1640), воевода в Астрахани (1631), в Тобольске (1639-1646).
- Трофимов Анисим — дьяк, воевода в Томске (1635-1639), в Смоленске (1655) (ум. 1661).
- Трофимов Михаил Иванович — московский дворянин (1665-1668).
- Трофимов Фёдор — подьячий, воевода в Саранске (1674-1675)
- Трофимов Руслан Николаевич - дворянин Казанский [4][5].